# Євкратид II
Євкратид II Сотер (грец. Εὐκρατίδης Β; *д/н — †бл. 144 до н. е./140 до н. е.) — цар Греко-Бактрійської держави у 145 до н. е.—144 до н. е./140 до н. е..

## Життєпис
Був сином царя Євкратида I. Вважається, що деякий час був співправителем батьком (невідомо з якого року). У 145 році до н. е. можливо саме Євкратид Молодший повалив батька, після чого став новим царем Греко-бактрії. Втім існує гипотеза, що Євкратида I було вбито іншим сином — Платоном I, а вже Євкратид II повалив останнього, після чого прийняв почесне звання «Сотер» (Рятівник). Але проти цього свідчить згадка в античних істориків, що Євкратида I повалив син-співволодар, яким був Євкратид II. В результаті цієї боротьби було значною мірою зруйновано столицю Євкратидію.
Продовжив війну з Менандром I, індо-грецьким царем, але без якогось суттєвого успіху. Водночас вимушений був відбивати напади племен юечжі. Ймовірно за цих обставин Євкратида II було повалено Платоном I або Геліоклом I.